# Battlerite
Battlerite är ett gratis MOBA-spel, utvecklat av Stunlock Studios. Det anses vara efterföljare till Bloodline Champions som skapades av samma spelstudio några år tidigare. Till skillnad från mer kända MOBA-spel såsom League of Legends, Dota 2 och Heroes of Newearth har Battlerite inget system där karaktären går upp i level under spelets gång. Det finns heller ingenting som går att köpa utan det enda som spelar roll är vilka battlerites spelaren väljer i början av matchen.